# 固著 (心理學)
固著（德語：Fixierung）是一个心理学的概念，最初是由弗洛伊德提出，用于表示不合时宜的性特征的持续存在。该概念随后用来表示由童年開始人們的物件关系，即與對人或事物依戀，影響至成年之後。

## 弗洛伊德
弗洛伊德的理论假設，一些人可能发展心理上的固定由于一个或更多的以下原因:
1. 缺乏适当的性心理发展阶段期间足夠的满足。
2. 从这些其中一个阶段受了些强烈效，結果導致人的日後受人格發展基於某一該階段而影響。
3. “过分强劲表现的这些天性在一个非常早期的年龄导致一种局部固定，而致其性功能有弱處”。[4]